# Лауреаты Сталинской премии в области литературы и искусства (1942)
В 1942 году были названы лауреаты премии за 1941 год в Постановлении Совета Народных Комиссаров СССР «О присуждении Сталинских премий в области искусства и литературы за 1941 год» (опубликовано в газете «Правда» 12 апреля 1942 года).

## а. Музыка
Первая степень — 100 000 рублей
1. Александров, Александр Васильевич — за «Гимн партии большевиков» (1938) и красноармейские песни
2. Шостакович, Дмитрий Дмитриевич — за 7-ю («Ленинградскую») симфонию (1941—1942)

Вторая степень — 50 000 рублей
1. Захаров, Владимир Григорьевич — за песни «И кто его знает…», «Дороженька», «Два сокола» и другие
2. Мшвелидзе, Шалва Михайлович — за симфоническую поэму «Звиадаури» (1940)

## б. Живопись
Первая степень — 100 000 рублей
1. Кукрыниксы — за серию политических плакатов и карикатур

Вторая степень — 50 000 рублей
1. Джапаридзе, Уча Малакиевич — за картину «Первомайская демонстрация в Тифлисе в 1901 году» (1939—1941)
2. Савицкий, Георгий Константинович, Радлов, Николай Эрнестович, Соколов-Скаля, Павел Петрович, Черемных, Михаил Михайлович, Шухмин, Пётр Митрофанович — за политические плакаты и карикатуры в «Окнах ТАСС»

## в. Скульптура
Первая степень — 100 000 рублей
1. Сабсай, Пинхос Владимирович — за памятник С. М. Кирову в Баку (1939)

Вторая степень — 50 000 рублей
1. Лишев, Всеволод Всеволодович — за скульптурную фигуру Н. Г. Чернышевского (1940)
2. Менделевич, Исаак Абрамович — за памятник В. П. Чкалову в Горьком (1939)

## г. Архитектура
Вторая степень — 50 000 рублей
1. Таманян, Александр Оганесович (посмертно) — за создание архитектурного проекта Дома правительства Армянской ССР в Ереване (1926—1941)

## д. Театрально-драматическое искусство
Первая степень — 100 000 рублей
1. Немирович-Данченко, Владимир Иванович, постановщик, Грибов, Алексей Николаевич, исполнитель роли В. И. Ленина, Ливанов, Борис Николаевич, Хмелёв, Николай Павлович, исполнители роли инженера Антона Ивановича Забелина, — за спектакль «Кремлёвские куранты» Н. Ф. Погодина, поставленный на сцене МХАТ имени М. Горького
2. Судаков, Илья Яковлевич, постановщик, Зражевский, Александр Иванович, исполнитель роли Кондрата Галушки, Ильинский, Игорь Владимирович, исполнитель роли Саливона Ивановича Чеснока, Светловидов (Седых) Николай Афанасьевич, исполнитель роли Филимона Филимоновича Долгоносика, — за спектакль «В степях Украины» А. Е. Корнейчука, поставленный на сцене ГАМТ

Вторая степень — 50 000 рублей
1. Марецкая, Вера Петровна, исполнительница главной роли в спектакле «Надежда Дурова» А. С. Кочеткова и К. А. Липскерова, поставленном на сцене МАДТ имени Моссовета
2. Васадзе, Акакий Алексеевич, исполнитель главной роли в спектакле «Киквидзе» В. А. Дарасели, поставленном в ГрАДТ имени Ш. Руставели

## е. Оперное искусство
Первая степень — 100 000 рублей
1. Мелик-Пашаев (Мелик-Пашаян) Александр Шамильевич, Антонова, Елизавета Ивановна, исполнительница партии Солохи, Михайлов, Максим Дормидонтович, исполнитель партии Чуба, Большаков, Григорий Филиппович, исполнитель партии Вакулы, Норцов, Пантелеймон Маркович, исполнитель партии Светлейшего, — за оперный спектакль «Черевички» П. И. Чайковского, поставленный на сцене ГАБТ (1941)
2. Пазовский, Арий Моисеевич, дирижёр, Кашеварова, Ольга Афанасьевна, исполнительница партии Настасьи, Нэлепп, Георгий Михайлович, исполнитель партии Юрия, Фрейдков, Борис Матвеевич, исполнитель партии Мамырова, — за оперный спектакль «Чародейка» П. И. Чайковского, поставленный на сцене ЛАТОБ имени С. М. Кирова (1941)

Вторая степень — 50 000 рублей
1. Паторжинский, Иван Сергеевич — за исполнение заглавной партии в оперном спектакле «Тарас Бульба» Н. В. Лысенко, поставленном на сцене КУАТОБ имени Т. Г. Шевченко
2. Насырова, Халима — за исполнение заглавной партии в оперном спектакле «Лейли и Меджнун» У. А. Г. Гаджибекова, поставленном на сцене БУзбАТОБ имени А. Навои

## ж. Балетное искусство
Первая степень — 100 000 рублей
1. Моисеев, Игорь Александрович, художественный руководитель ГААНТ СССР, — за выдающуюся работу в области народного танца

## з. Художественная кинематография
Первая степень — 100 000 рублей
1. Васильев, Георгий Николаевич, Васильев Сергей Дмитриевич, режиссёры; Сигаев, Александр Иванович, оператор, Геловани, Михаил Георгиевич, исполнитель роли И. В. Сталина, Боголюбов, Николай Иванович, исполнитель роли К. Е. Ворошилова, Жаров, Михаил Иванович, исполнитель роли Мартына Васильевича Перчихина, — за 1-ю серию кинокартины «Оборона Царицына» (1941), снятую на киностудии «Ленфильм»
2. Савченко, Игорь Андреевич, режиссёр, Екельчик, Юрий Израилевич, оператор, Мордвинов, Николай Дмитриевич, исполнитель заглавной роли, — за кинокартину «Богдан Хмельницкий» (1941), снятую на Киевской киностудии

Вторая степень — 50 000 рублей
1. Пырьев, Иван Александрович, режиссёр, Гусев Виктор Михайлович, сценарист, Павлов, Валентин Ефимович, оператор, Хренников, Тихон Николаевич, композитор, Ладынина, Марина Алексеевна, исполнительница роли Глафиры Андреевны Новиковой, — за кинокартину «Свинарка и пастух» (1941), снятую на киностудии «Мосфильм»
2. Эйсымонт, Виктор Владиславович, режиссёр; Михалков, Сергей Владимирович, Розенберг Михаил Яковлевич (Меер Иудович) (посмертно), сценаристы; Рапопорт Вульф (Владимир) Абрамович, оператор, Фёдорова, Зоя Алексеевна, исполнительница роли Наташи Матвеевой, — за кинокартину «Фронтовые подруги» (1941), снятую на киностудии «Ленфильм»

## и. Хроникально-документальная кинематография
Первая степень — 100 000 рублей
1. Варламов, Леонид Васильевич, Копалин, Илья Петрович, режиссёры, Бунимович, Теодор Захарович, Бобров, Георгий Макарович, Касаткин, Павел Дмитриевич, Крылов, Анатолий Александрович, Лебедев Алексей Алексеевич, Шнейдеров, Моисей Абрамович, Эльберт, Александр Павлович, операторы, — за кинокартину «Разгром немецких войск под Москвой» (1941—1942), снятую на Центральной студии кинохроники
2. Кармен (Корнман) Роман Лазаревич, режиссёр, Ошурков, Михаил Фёдорович, Небылицкий, Борис Рудольфович, Лыткин, Николай Александрович, Шоломович, Давид Григорьевич, Фроленко, Владимир Анисимович, операторы, — за кинокартину «День нового мира» (1940)

Вторая степень — 50 000 рублей
1. Слуцкий, Михаил Яковлевич, режиссёр; Беляков, Иван Иванович, Соловьёв, Василий Васильевич, операторы — за кинокартину «Наша Москва» (1941)

## к. Художественная проза
Первая степень — 100 000 рублей
1. Эренбург Илья Григорьевич (Гиршевич) — за роман «Падение Парижа» (1941)
2. Ян (Янчевецкий) Василий Григорьевич — за роман «Чингисхан» (1939)

Вторая степень — 50 000 рублей
1. Антоновская, Анна Арнольдовна — за 1—2 части романа «Великий моурави»
2. Бородин, Сергей Петрович — за роман «Дмитрий Донской» (1941)

## л. Поэзия
Первая степень — 100 000 рублей
1. Тихонов, Николай Семёнович — за поэму «Киров с нами» (1941) и стихотворения «В лесах на полянах мшистых…», «Растёт, шумит тот вихрь народной славы…» и другие

Вторая степень — 50 000 рублей
1. Маршак, Самуил Яковлевич — за стихотворные тексты к плакатам и карикатурам

## м. Драматургия
Первая степень — 100 000 рублей
1. Корнейчук, Александр Евдокимович — за пьесу «В степях Украины» (1941)
2. Симонов Константин (Кирилл) Михайлович — за пьесу «Парень из нашего города» (1941)

Вторая степень — 50 000 рублей
1. Вургун, Самед (Векилов Самед Юсиф оглы) — за пьесу «Фархад и Ширин» (1941)